# اجانگیز
اجانگیز (به اسپانیایی: Ajangiz) یک شهرستان در اسپانیا است که در سرزمین باسک واقع شده‌است.

## خصوصیات
اجانگیز ۷٬۳۵ کیلومترمربع مساحت و ۴۵۷ نفر جمعیت دارد و ۶۰ متر بالاتر از سطح دریا واقع شده‌است.